# ライヴ!!〜アイランド・イヤーズ
『ライヴ!!〜アイランド・イヤーズ』（原題：Live - The Island Years）は、アメリカ合衆国のヘヴィメタル・バンド、アンスラックスが1994年に発表したライブ・アルバム。

## 解説
アイランド・レコードとの契約消化のために発売されたアルバムで、ジョーイ・ベラドナ在籍時のライブ音源が収録されている。バンドは1991年9月よりパブリック・エナミーとのダブル・ヘッドライナー・ツアーを行っており、本作収録曲のうち8曲は、同年10月のカリフォルニア州アーヴァイン公演の録音で、残りの4曲は、1992年1月28日にWSOUのリスナーを観客として迎えたスタジオ・ライブ録音である。
William Ruhlmannはオールミュージックにおいて5点満点中3点を付け「バンドの初期7年間が概観できる」と評している。

## 収録曲
特記なき楽曲はアンスラックス作。
1. N. F. L. "(Efilnikufesin) N.F.L." – 6:24
2. A. I. R.  "A.I.R." – 3:16
3. パラサイト "Parasite" (Ace Frehley) – 4:23
4. キープ・イット・イン・ザ・ファミリー "Keep It in the Family" – 7:48
5. コート・イン・ア・モッシュ "Caught in a Mosh" – 5:34
6. インディアンズ "Indians" – 6:52
7. アンチソシアル "Antisocial" (Bernie Bonvoisin, Norbert Krief) – 6:37
8. ブリング・ザ・ノイズ（英語版） "Bring the Noise" (Anthrax, Carl Ridenhour, Hank Shocklee, Eric "Vietnam" Sadler) – 7:39
9. アイ・アム・ザ・ロウ "I Am the Law" (Anthrax, Dan Lilker) – 6:07
10. メタル・スラッシング・マッド "Metal Thrashing Mad" (Neil Turbin, Scott Ian, D. Lilker) – 2:48
11. イン・マイ・ワールド "In My World" – 6:38
12. ナウ・イッツ・ダーク "Now It's Dark" – 5:51

## 参加ミュージシャン
- ジョーイ・ベラドナ - ボーカル
- スコット・イアン - ギター
- ダン・スピッツ - ギター
- フランク・ベロ - ベース
- チャーリー・ベナンテ - ドラムス

アディショナル・ミュージシャン
- パブリック・エナミー(on #8)